# Миклашевский, Сергей Сергеевич
Серге́й Серге́евич Миклаше́вский (род. 6 августа 1958 года, Москва) — композитор, аранжировщик.

## Биография
По первому образованию — регулировщик аппаратуры, несколько лет работал на одном из оборонных предприятий. Впоследствии окончил два отделения Царицынского музыкального училища: эстрадное и теоретическое. Музыкой профессионально занимается с 1981 года, когда поступил на работу в группу «Олимпия», затем работал музыкантом в группах «Наутилус», «Феникс», «Кинематограф», «Монитор», «Телефон», джазовом ансамбле Владимира Коновальцева. С 1985 года в качестве аранжировщика сотрудничал с такими композиторами, как Владимир Мигуля, Максим Дунаевский, Алексей Мажуков, Леонид Афанасьев. С 1992 года по 2004 год работал в телерекламе. В настоящее время считает своим основным творческим направлением — написание музыки для кино.
С 2012 года живёт в Минске.

## Композитор ТВ
2х2
- Формула безопасности (1993—1994)

РТР
- Заставки, отбивки, шапки (1993—2001, 2008—2009)
- Праздник каждый день (1992—1996)
- Там-там новости (1993—1996)
- Аниматека (1993—1997)
- Кенгуру (1994—1996)
- Олимпийский курьер (1994—1998)
- Шахматная лихорадка (1994)
- Твои возможности, человек (1995—1996)
- Зеркало (1996—1999)
- Пульс. Правительственные новости (1997—1998)
- Башня (1997—2000)
- Футбол без границ (1997—1998)
- Доброе утро, Россия! (1998—2001)
- Выборы (1999—2000)
- Парламентский час (1999—2001)
- Россия — начало (2000—2001)

НТВ
- Заставки рекламы, отбивки, межпрограммки, шапки (1994—1995)
- Сегодня/Сегодня вечером (1994—1997)
- Сегодня в полночь (1994—2001)
- Футбольный клуб. Спорт (1994—1998)
- Спорт. Теннис (1994)
- Документальный фильм (1994—1997)
- Кино НЕ для всех (1994—1997)
- НТВ детям (1994—1997)
- Взрослым и детям (1994—1997)
- Мультфильм для взрослых (1994—1997)
- Час сериала (1994—1995)
- Итоги (1995—1997)
- Маленькая смешная передача (1998)
- Весь Жванецкий (1998)

Российские университеты (1995—1996)
ОРТ/Первый канал
- Александр Масляков и компания (1995—2023)
- Мировое кино на ОРТ (1997—2000)
- Сокровища Кремля. История одного шедевра (2000—2001)
- Документальные хроники на ОРТ (1998—2000)
- Большие родители (2002—2004)
- Время Победы и анонс фильмов о войне ко Дню Победы (2005 — настоящее время)

ТНТ
- Отбивки: ТНТ представляет
- Из жизни женщины (1999—2002)

Московия
- Протвино: город большой науки (1996, телеэфир в 1998)

Радио России
- Вести (1998—2010)
- Литературный музей (2010 — наше время)

Реклама ТВ
- Реклама Mr. Sheen (2000)
- Реклама Госпартия Российской Федерации (2002—2003) Аранжировка Гимна Российской Федерации (припев без слов)
- Реклама Олимпийского комитета (2012) Аранжировка музыки Пётра Чайковского

Другие
- Кинокомпания МакДос (2002—2007)

## Фильмография

### Композитор
- 2002 — Next 2
- 2002 — Раскалённая суббота
- 2003 — Блажен, кто верует
- 2003 — Спасти и выжить
- 2004 — Ангел пролетел
- 2004 — Ловушка для полтергейста
- 2008 — Золушка 4×4. Всё начинается с желаний
- 2009 — Вооружённое сопротивление
- 2009 — Про птицу (м/ф)
- 2010 — Ночь длиною в жизнь
- 2010 — Тридцать седьмой роман
- 2011 — Спасти мужа
- 2011 — Страховой случай
- 2011 — Старинные часы
- 2012 — Мама выходит замуж
- 2014 — Сын ворона
- 2016 — Крёстная
- 2018 — Горизонты любви
- 2018 — Увидеть океан

### Вокал
- 2004 — Ангел пролетел

## Известные песни
- «Блюз для серебряного саксофона» (слова Михаила Цецулина) исполняет Павел Смеян
- «Подари мне этот мир» (слова Людмилы Воробковой) исполняет Анне Вески
- «Крошка моя» (слова Вилена Визильтера) исполняет группа «Доктор Ватсон»
- «Не желаешь» (слова Михаила Пахманова) исполняет Ирина Мальгина
- «Старые афиши» (слова Давида Усманова) исполняет Валерий Леонтьев[3]